# エージナ島

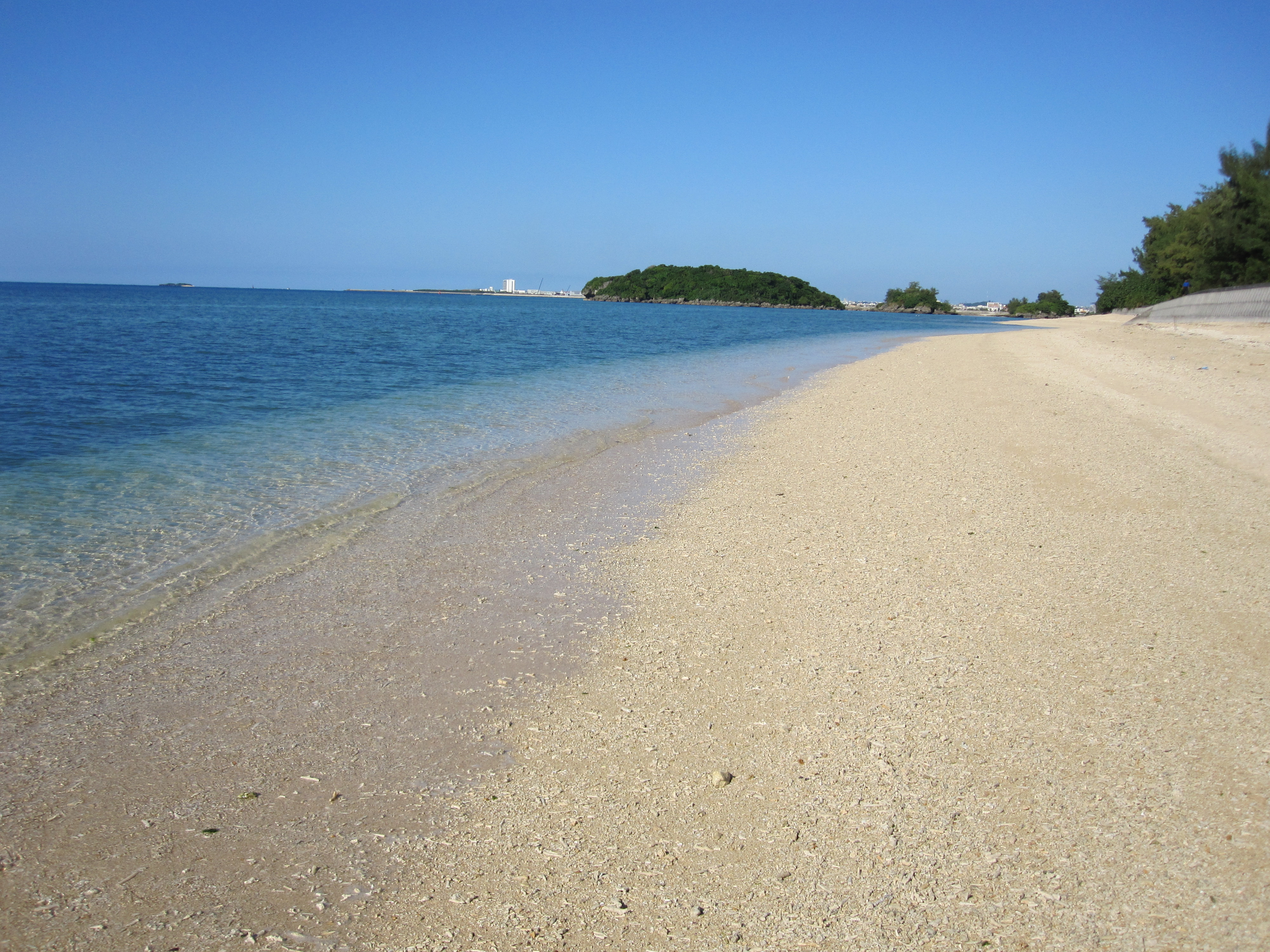
北名城ビーチ。奥に見えるのがエージナ島。

エージナ島（エージナじま）は、沖縄県糸満市に属する無人島で、沖縄本島南部の西約200メートルの海上に位置する。

## 地理
面積0.01平方キロメートル、周囲0.80キロメートル、最高標高19.8メートルの島で、沖縄諸島に属し、東シナ海上に位置する。エージナ島と沖縄本島の間に二つの小島があり、それらは「ナカイロー」、「東（あがり）ナカイロー」と呼ばれる。沖縄戦跡国定公園の区域内に含まれ、東3キロメートルにひめゆりの塔、南3キロメートルに喜屋武岬がある。低平な海岸段丘で構成され、島の周囲は海食崖で取り巻き、新第三紀に形成された島尻層群の泥岩を基盤とし、その上部に第四紀更新世の琉球石灰岩が不整合に覆う。干潮時には沖縄本島と陸続きになり、徒歩での往来が可能で、島内でキャンピングを行う者もいる。糸満市の大字「名城（なしろ）」に属し、この島を含む一帯は「北名城」と呼ばれ、沖縄本島側の対岸には北名城ビーチがある。北名城ビーチの南には名城ビーチが位置し、当地から泳いで島に渡る者もいる。

## 歴史・文化
『正保国絵図』には「あいえな」、『間切集成図』に「あいきな」と記され、それらがつづまり「エージナ」、「エーギナ」と変化したとされる。『間切集成図』に名城の集落とエージナ島が描かれ、島との距離が「一町二分」で、島の周囲が「六町六分七厘」とある。『琉球国由来記』に、「アイゲナ森（エージナウタキ、エージナムイ）」という拝所があり、名城の住民から信仰されていた。島内に「イビ」と呼ばれる御嶽が存在し、名城の「トゥマンザモー（十万座毛）広場」から人々が遥拝している。旧暦の5月4日に、北名城ビーチでハーリーが行われ、エージナ島の北側で催される。糸満の西海岸には、エージナ島の他に「奥武（おー）」・「伊保島」・「沖之島」と呼ばれる小島があったが、奥武は古くから陸とつながり、伊保・沖之島は埋立てられ、島は消滅した。